# Lindoe Offshore Renewables Center
 Der er for få eller ingen kildehenvisninger i denne artikel, hvilket er et problem. Du kan hjælpe ved at angive troværdige kilder til de påstande, som fremføres i artiklen.

 Denne artikel bør gennemlæses af en person med fagkendskab for at sikre den faglige korrekthed.

Lindoe Offshore Renewables Center (LORC) er et center for forskning, innovation, test og demonstration af teknologi til udvinding af grøn, offshore energi inden for områderne vind-. LORC blev stiftet i 2009 på initiativ af en række virksomheder i energibranchen og universiteter som en erhvervsdrivende fond, der skal fremme innovation og udvikle viden om vedvarende offshore energi på tværs i sektoren og dermed gøre det billigere og mere effektivt at udvinde energi. LORC har opbakning fra en række centrale virksomheder inden for området,[kilde mangler] der alle er repræsenteret i bestyrelsen, som har forhenværende departementschef Anders Eldrup som formand. LORC's første administrerende direktør var Niels Brix, der tog initiativ til oprettelsen af LORC.
LORC er etableret på Lindø Værftet - Odense Staalskibsværft – for at udnytte områdets unikke faciliteter[kilde mangler] i form af kompetencer, bygninger og testanlæg til forskning, udvikling og demonstration relateret til sektoren for grøn offshore energi. 

## Medstiftere
- DONG Energy A/S
- Vestas Wind Systems A/S
- Siemens Windpower A/S
- A.P. Møller-Mærsk A/S
- Wave Star A/S
- Force Technology
- Vindmølleindustrien
- Syddansk Universitet
- Danmarks Tekniske Universitet
- Skykon A/S

## Projekter
LORC udvikler verdens mest realistiske og avancerede testbænk,[kilde mangler] som vil kunne teste naceller (havvindmøllens hus) med en ydeevne på op til 10 MW i 1:1 skala i Lindø Industri Park. Den kan teste de meget store vindmøller, der kommer til at dominere inden for offshore grøn energi.[kilde mangler] Udviklingen af testbænken sker i et samarbejde med Risø DTU.
LORC er medstifter af Lindoe Welding Technology sammen med Danmarks førende indenfor svejsning: GTS-instituttet FORCE Technology. [kilde mangler] Lindoe Welding Center vil udvikle avanceret svejseteknologi med det mål at gøre produktion af fx havvindmøller billigere og bedre. 
LORC etablerer testfaciliteter til udvikling af fundamenter til havvindmøller, der skal installeres på op til 70 meter dybt vand. 